# Stilpnogaster argonautica
Stilpnogaster argonautica är en tvåvingeart som beskrevs av Emile Janssens 1955. Stilpnogaster argonautica ingår i släktet Stilpnogaster och familjen rovflugor. Inga underarter finns listade i Catalogue of Life.